# The Eyes of a Child
The Eyes of a Child is een tweedelig lied dat bassist John Lodge schreef voor The Moody Blues.
Lodge schreef het lied voor het conceptalbum To Our Children's Children's Children. Deel 1 is een mysterieus zacht nummer waarin Lodge ons aanraadde de wereld en het heelal te bekijken door de ogen van een kind. Het relatief zachte nummer (zelfs voor dit album) opent met een harp bespeeld door Lodge zelf. Akoestische gitaar en hoboklanken uit hobo of mellotron houden het mysterieus. Aansluitend op The Eyes of a Child komt het lied Floating van collega Ray Thomas. Daarop komt met een onderbreking een rockachtig en up-tempo lied met dezelfde verwijzing naar de blik van een kind. Het nummer komt met een crescendo uit het niets om vervolgens met een decrescendo weer te verdwijnen.
Een soortgelijke constructie van een in tweeën gedeeld lied kwam vaker voor bij The Moody Blues, House of Four Doors (album In Search of the Lost Chord) en Have You Heard (album On the Threshold of a Dream) zijn er voorbeelden van.      